# إيفو سفوبودا
إيفو سفوبودا (بالتشيكية: Ivo Svoboda)‏ (8 مايو 1977 بتشيكوسلوفاكيا - ) هو لاعب كرة قدم تشيكي في مركز الهجوم. لعب مع سلافيا براغ وفيكتوريا بلزن ونادي هراتس كرالوفه وFC Vysočina Jihlava ‏ و1. FK Drnovice ‏ وSK Sparta Kolín ‏ وSK Převýšov ‏ وSK Dynamo České Budějovice ‏.

## وصلات خارجية
- إيفو سفوبودا على موقع قاعدة بيانات كرة القدم.إي يو (الإنجليزية)
- إيفو سفوبودا على موقع Soccerway.com (الإنجليزية)